# 鹿野氏蜗牛
鹿野氏大蜗牛（学名：Nesiohelix kanoi）是柄眼目扁蜗牛科大蝸牛屬的一种。

## 分佈
分布于台湾蘭嶼，常栖息在低海拔山区落叶堆下。